# Општина Ел Фуерте (Синалоа)
Ел Фуерте (шп. El Fuerte) општина је у Мексику у савезној држави Синалоа. Општина се налази на надморској висини од 90 м.

## Становништво
Према подацима из 2010. у општини је живело 97536 становника.

### Хронологија
| Година       | 2000                  | 2005                  | 2010                  |
| ------------ | --------------------- | --------------------- | --------------------- |
| Становништво | 89515 (45449 / 44066) | 92585 (46725 / 45860) | 97536 (49693 / 47843) |

### Попис
| \| \| м \| \| \| ж \| \| 0—2 \| 2.637 \| \| \| 2.473 \| \| 3—5 \| 2.851 \| \| \| 2.647 \| \| 6—11 \| 5.766 \| \| \| 5.426 \| \| 12—14 \| 2.860 \| \| \| 2.772 \| \| 15—17 \| 2.888 \| \| \| 2.769 \| \| 18—24 \| 6.324 \| \| \| 5.968 \| \| 60+ \| 5.973 \| \| \| 5.652 \| \| Просек : \| 30,1 \| \| \| 30,3 \| |       |  |  |       |
| |       |  |  |       |
| | м     |  |  | ж     |
| 0—2 | 2.637 |  |  | 2.473 |
| 3—5 | 2.851 |  |  | 2.647 |
| 6—11 | 5.766 |  |  | 5.426 |
| 12—14 | 2.860 |  |  | 2.772 |
| 15—17 | 2.888 |  |  | 2.769 |
| 18—24 | 6.324 |  |  | 5.968 |
| 60+ | 5.973 |  |  | 5.652 |
| Просек : | 30,1  |  |  | 30,3  |

| #   | Индикатор                                                                                        | Вредност |
| --- | ------------------------------------------------------------------------------------------------ | -------- |
| 1   | Становништво од 0 до 2 године                                                                    | 5110     |
| 2   | Мушко становништво од 0 до 2 године                                                              | 2637     |
| 3   | Женско становништво од 0 до 2 године                                                             | 2473     |
| 4   | Становништво са 3 и више година                                                                  | 92302    |
| 5   | Мушко становништво са 3 и више година                                                            | 46993    |
| 6   | Женско становништво са 3 и више година                                                           | 45309    |
| 7   | Становништво са 5 и више година                                                                  | 88599    |
| 8   | Мушко становништво са 5 и више година                                                            | 45071    |
| 9   | Женско становништво са 5 и више година                                                           | 43528    |
| 10  | Становништво са 12 и више година                                                                 | 75612    |
| 11  | Мушко становништво са 12 и више година                                                           | 38376    |
| 12  | Женско становништво са 12 и више година                                                          | 37236    |
| 13  | Становништво са 15 и више година                                                                 | 69980    |
| 14  | Мушко становништво са 15 и више година                                                           | 35516    |
| 15  | Женско становништво са 15 и више година                                                          | 34464    |
| 16  | Становништво са 18 и више година                                                                 | 64323    |
| 17  | Мушко становништво са 18 и више година                                                           | 32628    |
| 18  | Женско становништво са 18 и више година                                                          | 31695    |
| 19  | Становништво од 3 до 5 година                                                                    | 5498     |
| 20  | Мушко становништво од 3 до 5 година                                                              | 2851     |
| 21  | Женско становништво од 3 до 5 година                                                             | 2647     |
| 22  | Становништво од 6 до 11 година                                                                   | 11192    |
| 23  | Мушко становништво од 6 до 11 година                                                             | 5766     |
| 24  | Женско становништво од 6 до 11 година                                                            | 5426     |
| 25  | Становништво од 8 до 14 година                                                                   | 13130    |
| 26  | Мушко становништво од 8 до 14 година                                                             | 6688     |
| 27  | Женско становништво од 8 до 14 година                                                            | 6442     |
| 28  | Становништво од 12 до 14 година                                                                  | 5632     |
| 29  | Мушко становништво од 12 до 14 година                                                            | 2860     |
| 30  | Женско становништво од 12 до 14 година                                                           | 2772     |
| 31  | Становништво од 15 до 17 година                                                                  | 5657     |
| 32  | Мушко становништво од 15 до 17 година                                                            | 2888     |
| 33  | Женско становништво од 15 до 17 година                                                           | 2769     |
| 34  | Становништво од 18 до 24 године                                                                  | 12292    |
| 35  | Мушко становништво од 18 до 24 године                                                            | 6324     |
| 36  | Женско становништво од 18 до 24 године                                                           | 5968     |
| 37  | Женско становништво од 15 до 49 година                                                           | 24455    |
| 38  | Становништво са 60 и више година                                                                 | 11625    |
| 39  | Мушко становништво са 60 и више година                                                           | 5973     |
| 40  | Женско становништво са 60 и више година                                                          | 5652     |
| 41  | Однос између мушкараца и жена                                                                    | 103.87   |
| 42  | Становништво од нуле до 14 година                                                                | 27432    |
| 43  | Становништво од 15 до 64 године                                                                  | 61699    |
| 44  | Становништво од 65 година и више                                                                 | 8281     |
| 45  | Просечан број деце                                                                               | 2.68     |
| 46  | Становништво рођено у ентитету                                                                   | 90512    |
| 47  | Мушко становништво рођено у ентитету                                                             | 46200    |
| 48  | Женско становништво рођено у ентитету                                                            | 44312    |
| 49  | Становништво рођено у другом ентитету                                                            | 6402     |
| 50  | Мушко становништво рођено у другом ентитету                                                      | 3180     |
| 51  | Женско становништво рођено у другом ентитету                                                     | 3222     |
| 52  | Становништво од 5 година и више резидентно у ентитету у јуну 2005. године                        | 85611    |
| 53  | Мушко становништво старосног доба од 5 година и више, резидентно у ентитету у јуну 2005. године  | 43358    |
| 54  | Женско становништво старосног доба од 5 и више година, резидентно у ентитету у јуну 2005. године | 42253    |
| 55  | Становништво од 5 година и више које је живело у другом ентитету у јуну 2005. године             | 2011     |
| 56  | Мушко становништво старије од 5 година које је живело у другом ентитету у јуну 2005. године      | 1087     |
| 57  | Женско становништво старије од 5 година које је живело у другом ентитету у јуну 2005. године     | 924      |
| 58  | Становништво од 3 године и више које говори аутохтони језик                                      | 6015     |
| 59  | Мушко становништво старо 3 године и више које говори аутохтони језик                             | 3263     |
| 60  | Женско становништво старо 3 године и више које говори аутохтони језик                            | 2752     |
| 61  | Становништво од 3 године и више које говори аутохтони језик и не говори шпански језик            | 6        |
| 62  | Мушко становништво старо 3 године и више које говори аутохтони језик и не говори шпански         | 1        |
| 63  | Женско становништво старо 3 године и више које говори аутохтони језик и не говори шпански језик  | 5        |
| 64  | Становништво старо 3 године и више које говори аутохтони језик и шпански                         | 5724     |
| 65  | Мушко становништво старо 3 године и више које говори аутохтони језик и шпански                   | 3106     |
| 66  | Женско становништво старо 3 године и више које говори аутохтони језик и шпански                  | 2618     |
| 67  | Становништво од 5 година и више које говори аутохтони језик                                      | 5957     |
| 68  | Становништво од 5 година и више које говори аутохтони језик и не говори шпански језик            | 6        |
| 69  | Становништво од 5 година и више које говори аутохтони језик и говори шпански језик               | 5673     |
| 70  | Становништво у домородачким домаћинствима                                                        | 13116    |
| 71  | Становништво са ограничењима у активностима                                                      | 4161     |
| 72  | Становништво са ограниченим ходањем или кретањем, горе или доле                                  | 2380     |
| 73  | Становници са ограничењима вида, чак и уз кориштење сочива                                       | 1020     |
| 74  | Становништво са ограничењима говора, комуникације или конверзације                               | 382      |
| 75  | Становништво са ограниченим слухом                                                               | 457      |
| 76  | Становништво са ограничењима при одевању, купању или јелу                                        | 258      |
| 77  | Становништво са ограничењима у опажању или учењу једноставних ствари                             | 224      |
| 78  | Становништво са менталним ограничењима                                                           | 535      |
| 79  | Становништво без ограничења активности                                                           | 92735    |
| 80  | Становништво од 3 до 5 година које не похађа школу                                               | 2311     |
| 81  | Мушко становништво од 3 до 5 година које не похађа школу                                         | 1223     |
| 82  | Женско становништво од 3 до 5 година које не похађа школу                                        | 1088     |
| 83  | Становништво од 6 до 11 година које не похађа школу                                              | 211      |
| 84  | Мушко становништво од 6 до 11 година које не похађа школу                                        | 122      |
| 85  | Женско становништво од 6 до 11 година које не похађа школу                                       | 89       |
| 86  | Становништво од 12 до 14 година које не похађа школу                                             | 407      |
| 87  | Мушко становништво од 12 до 14 година које не похађа школу                                       | 223      |
| 88  | Женско становништво од 12 до 14 година које не похађа школу                                      | 184      |
| 89  | Становништво од 15 до 17 година похађа школу                                                     | 4120     |
| 90  | Мушко становништво од 15 до 17 година похађа школу                                               | 2044     |
| 91  | Женско становништво између 15 и 17 година живота у школи                                         | 2076     |
| 92  | Становништво од 18 до 24 године похађа школу                                                     | 3558     |
| 93  | Мушко становништво од 18 до 24 године похађа школу                                               | 1772     |
| 94  | Женско становништво од 18 до 24 године похађа школу                                              | 1786     |
| 95  | Становништво од 8 до 14 година које не може да чита и пише                                       | 244      |
| 96  | Мушко становништво старосног доба од 8 до 14 година које не може да чита и пише                  | 150      |
| 97  | Женско становништво старосног доби од 8 до 14 година које не може да чита и пише                 | 94       |
| 98  | Становништво од 15 година и више које је неписмено                                               | 5201     |
| 99  | Мушко становништво од 15 година и више које је неписмено                                         | 2671     |
| 100 | Женско становништво од 15 година и више које је неписмено                                        | 2530     |
| 101 | Становништво старо 15 и више година без школовања                                                | 4757     |
| 102 | Мушко становништво старо 15 и више година без школовања                                          | 2493     |
| 103 | Женско становништво старо 15 и више година без школовања                                         | 2264     |
| 104 | Становништво старосног доба 15 и више година са непотпуним основним образовањем                  | 14470    |
| 105 | Мушко становништво старосног доба од 15 година и више са непотпуном основним образовањем         | 7639     |
| 106 | Женско становништво старосног доба 15 и више година са непотпуном основним образовањем           | 6831     |
| 107 | Становништво старо 15 и више година са комплетним основним образовањем                           | 12047    |
| 108 | Мушко становништво старо 15 година и више са комплетним основним образовањем                     | 5746     |
| 109 | Женско становништво старо 15 и више година са комплетним основним образовањем                    | 6301     |
| 110 | Становништво старосног доба 15 и више година са непотпуним средњим образовањем                   | 4393     |
| 111 | Мушко становништво старосног доба од 15 година и више са непотпуним средњим образовањем          | 2531     |
| 112 | Женско становништво старосног доба од 15 година и више са непотпуним средњим образовањем         | 1862     |
| 113 | Становништво старо 15 и више година са пуним секундарном образовањем                             | 12042    |
| 114 | Мушко становништво старосног доба од 15 година и више са пуним секундарном образовањем           | 5891     |
| 115 | Женско становништво старосног доба од 15 година и више са пуним секундарном образовањем          | 6151     |
| 116 | Становништво старије од 18 година са постосновним образовањем                                    | 20084    |
| 117 | Мушко становништво старије од 18 година са постосновним образовањем                              | 10284    |
| 118 | Женско становништво старије од 18 година са постосновним образовањем                             | 9800     |
| 119 | Просечна оцена школовања                                                                         | 7.77     |
| 120 | Просечан ниво образовања мушке популације                                                        | 7.71     |
| 121 | Просечан ниво образовања женског становништва                                                    | 7.82     |
| 122 | Економски активно становништво                                                                   | 34838    |
| 123 | Економски активна мушка популација                                                               | 26981    |
| 124 | Економски активна женска популација                                                              | 7857     |
| 125 | Становништво које није економски активно                                                         | 40380    |
| 126 | Мушко становништво које није економски активно                                                   | 11136    |
| 127 | Женско становништво које није економски активно                                                  | 29244    |
| 128 | Запослено становништво                                                                           | 32529    |
| 129 | Запослено мушко становништво                                                                     | 25002    |
| 130 | Запослено женско становништво                                                                    | 7527     |
| 131 | Незапослена популација                                                                           | 2309     |
| 132 | Незапослена мушка популација                                                                     | 1979     |
| 133 | Незапослена женска популација                                                                    | 330      |
| 134 | Становништво без права на здравствене услуге                                                     | 23464    |
| 135 | Становништво које има право на здравствене услуге                                                | 73786    |
| 136 | Становништво које има право на ИМСС                                                              | 27740    |
| 137 | Становништво које има право на социјално осигурање                                               | 7214     |
| 138 | Становништво које има право на државно социјално осигурање                                       | 206      |
| 139 | Становништво које има право на опште осигурање или здравствено осигурање за нову генерацију      | 38982    |
| 140 | Становништво које је било једном или није било у браку током 12 година и више                    | 25091    |
| 141 | Венчано или уједињено становништво од 12 година и више                                           | 42426    |
| 142 | Становништво које је било у браку или уједињено 12 година и више                                 | 7986     |
| 143 | Становништво са католичком религијом                                                             | 83225    |
| 144 | Протестанти, еванђелисти и библијски следбеници различити од еванђелиста                         | 6159     |
| 145 | Становништво са другим религијама различитим од претходних                                       | 7        |
| 146 | Становништво без религије                                                                        | 7538     |
| 147 | Укупно пописаних домаћинства                                                                     | 23866    |
| 148 | Пописна домаћинства на челу са мушкарцима                                                        | 18512    |
| 149 | Пописна домаћинства на челу са женама                                                            | 5354     |
| 150 | Становништво у пописним домаћинствима                                                            | 97082    |
| 151 | Становништво у пописним домаћинствима на челу са мушкарцима                                      | 77824    |
| 152 | Становништво у пописним домаћинствима на челу са женама                                          | 19258    |
| 153 | Укупно домаћинстава                                                                              | 27893    |
| 154 | Укупно насељених домаћинстава                                                                    | 23907    |
| 155 | Укупно приватних кућа                                                                            | 27852    |
| 156 | Насељени приватни домови                                                                         | 23866    |
| 157 | Укупно насељених приватних кућа                                                                  | 23897    |
| 158 | Ненасељене приватне куће                                                                         | 3025     |
| 159 | Појединачна домаћинства за привремену употребу                                                   | 961      |
| 160 | Становници у насељеним приватним кућама                                                          | 97082    |
| 161 | Насељеност станара у приватним становима                                                         | 4.07     |
| 162 | Просечно становника по соби у приватним насељеним домаћинствима                                  | 1.22     |
| 163 | Појединачна домаћинства са подовима од различитих материјала од земље                            | 20236    |
| 164 | Појединачна домаћинства у приземљу                                                               | 3575     |
| 165 | Појединачна домаћинства са једном спаваћом собом                                                 | 9392     |
| 166 | Појединачна домаћинства са две спаваће собе и више                                               | 14410    |
| 167 | Појединачна домаћинства са једним собом                                                          | 2379     |
| 168 | Појединачна домаћинства са две собе                                                              | 5163     |
| 169 | Појединачна домаћинства са 3 собе и више                                                         | 16239    |
| 170 | Појединачна домаћинства која имају електрично светло                                             | 23231    |
| 171 | Појединачна домаћинства која немају електрично светло                                            | 576      |
| 172 | Појединачна домаћинства која имају водоводну воду у стамбеном простору                           | 20004    |
| 173 | Појединачна домаћинства која немају водоводну воду у стамбеном простору                          | 3779     |
| 174 | Појединачна домаћинства која имају тоалет                                                        | 21906    |
| 175 | Појединачна домаћинства која имају канализацију                                                  | 15915    |
| 176 | Појединачна домаћинства која немају канализацију                                                 | 7797     |
| 177 | Појединачна домаћинства која имају електрично светло, довод воде из јавне мреже и канализацију   | 14232    |
| 178 | Појединачна домаћинства без икаквих услова                                                       | 605      |
| 179 | Појединачна домаћинства која имају радио                                                         | 16376    |
| 180 | Појединачна домаћинства која имају телевизор                                                     | 21704    |
| 181 | Појединачна домаћинства која имају фрижидер                                                      | 20565    |
| 182 | Појединачна домаћинства која имају машину за веш                                                 | 13272    |
| 183 | Појединачна домаћинства која имају аутомобил или комби                                           | 10646    |
| 184 | Појединачна домаћинства која имају рачунар                                                       | 3500     |
| 185 | Појединачна домаћинства која имају фиксну телефонску линију                                      | 4659     |
| 186 | Појединачна домаћинства која имају мобилни телефон                                               | 15356    |
| 187 | Појединачна домаћинства која имају приступ интернету                                             | 1932     |